# Gum (borg)
Gum var en borg som låg på Kinnekulles sydsluttning, väster om Husaby borg och Husaby kyrka i Väbo härad i Västergötland. Gums historia är till stora delar höljd i dunkel. Enligt sägnen ska bland andra Sigurd Ring, Ragnar Lodbrok, Håkan Röde och Olof Skötkonung ha bott på Gum. Gum antas ha varit bebodd fram till 1500-talet.

## Källa
- www.wadbring.com om Gum
- 113:1